# Рай (Арканзас)
Рай (англ. Rye) — переписна місцевість (CDP) в США, в окрузі Клівленд штату Арканзас. Населення — 123 особи (2020).

## Географія
Рай розташований за координатами 33°45′2″ пн. ш. 91°59′55″ зх. д. / 33.75056° пн. ш. 91.99861° зх. д. (33.750471, -91.998492).  За даними Бюро перепису населення США в 2010 році переписна місцевість мала площу 11,30 км², уся площа — суходіл.

## Демографія
Згідно з переписом 2010 року, у переписній місцевості мешкало 146 осіб у 66 домогосподарствах у складі 41 родини. Густота населення становила 13 особи/км².  Було 72 помешкання (6/км²). 
Расовий склад населення:
| - 92,5 % — білих - 6,2 % — осіб інших рас |

До двох чи більше рас належало 1,4 %. Іспаномовні складали 6,8 % від усіх жителів.
За віковим діапазоном населення розподілялося таким чином: 19,2 % — особи молодші 18 років, 60,3 % — особи у віці 18—64 років, 20,5 % — особи у віці 65 років та старші. Медіана віку мешканця становила 44,5 року. На 100 осіб жіночої статі у переписній місцевості припадало 114,7 чоловіків;  на 100 жінок у віці від 18 років та старших — 110,7 чоловіків також старших 18 років.
Цивільне працевлаштоване населення становило 77 осіб. Основні галузі зайнятості: будівництво — 28,6 %, освіта, охорона здоров'я та соціальна допомога — 22,1 %, виробництво — 18,2 %.